# 전극

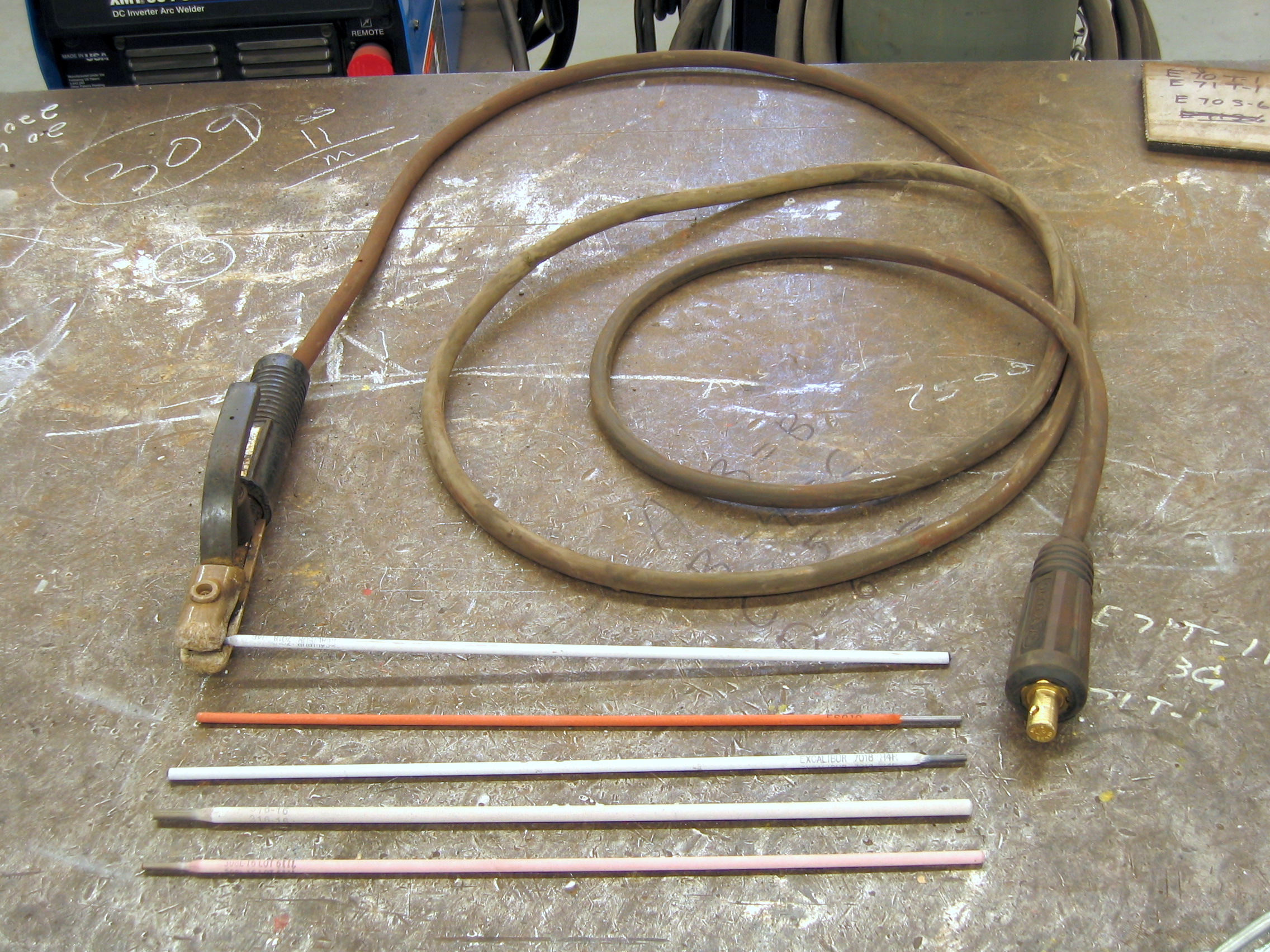

전극(電極, electrode)은 회로 내의 도체로 전류를 흘러들어가게 하거나 나오게 하는 단자이다. 전원에서 전류를 내보내는(자유전자를 받아들이는) 쪽이 양극(양전극, +), 전류를 받아들이는(자유전자를 내보내는) 쪽이 음극(음전극, -)이다. 전지 따위의 직류 전원에서는 양극과 음극이 고정되어 있으나, 가정용 콘센트 따위에서 공급되는 교류 전원에서는 양극과 음극이 계속해서 바뀐다.

## 양극과 음극

### 양극
양극(陽極, positive electrode)은 서로 대립하는 두 개의 전극 가운데 전위가 더 높은 쪽을 가리킨다.

### 음극
음극(陰極, negative electrode)은 두 개의 전극 사이에 전류가 흐를 때, 전위가 낮은 쪽의 전극을 가리킨다.

## 같이 보기
- 직류와 교류
- 양전하와 음전하
- 양이온과 음이온
- 전압